# Adam Włodarczyk (lekkoatleta)
Adam Włodarczyk (ur. 26 maja 1997) – polski lekkoatleta, specjalizujący się w biegach średniodystansowych.

## Osiągnięcia
- Mistrzostwa Polski seniorów w lekkoatletyce
  - Radom 2019 – brązowy medal w biegu na 1500 m

- Młodzieżowe mistrzostwa Polski w lekkoatletyce
  - Suwałki 2017 – brązowy medal w biegu na 1500 m
  - Lublin 2018 – brązowy medal w biegu na 1500 m
  - Lublin 2019 – srebrny medal na 800 m, brązowy medal w biegu na 1500 m

## Rekordy życiowe
- bieg na 800 metrów
  - stadion – 1:49,48 (Kraków 2019)
  - hala – 1:51,96 (Toruń 2020)
- bieg na 1500 metrów
  - stadion – 3:42,59 (Lokeren 2019)
  - hala – 3:50,19 (Toruń 2019)